# Новаки (Коростенський район)
Новаки́ — село в Україні, у Коростенському районі Житомирської області. Населення становить 665 осіб.

## Географія
Селом протікає річка Гнідівка.

## Історія
На 1897 рік у Новаках мешкала 1321 особа (673 чоловіки та 648 жінок), з них православних — 1310.
Колишній центр Новаківської сільської ради.

## Населення

### Мова
Розподіл населення за рідною мовою за даними перепису 2001 року:
| Мова       | Кількість | Відсоток |
| ---------- | --------- | -------- |
| українська | 645       | 96.99%   |
| російська  | 20        | 3.01%    |
| Усього     | 665       | 100%     |